# Гришин, Валентин Дмитриевич
Валентин Дмитриевич Гришин (23 января 1941, Москва — 1 февраля 2017, Москва) — советский и российский футбольный тренер, известный по работе с женскими командами. Серебряный призёр чемпионата СССР (1990), чемпион Европы среди молодёжных сборных (2005). Заслуженный тренер России, заслуженный работник физической культуры Российской Федерации (2002).

## Биография
Воспитанник московского футбола, начинал заниматься футболом в 1950 году в Футбольной школе молодёжи у тренера Виктора Тимофеевича Лахонина. На взрослом уровне выступал за череповецкий «Металлург», также был в составе московского «Локомотива», но за его первую команду не играл.
Выступал в хоккее за московские «Крылья Советов».
С 1967 года перешёл на тренерскую и преподавательскую работу. Работал тренером-преподавателем по футболу на кафедре физвоспитания Московского электротехнического института связи.
В 1990 году стал главным тренером женской футбольной команды «Серп и Молот» (СиМ). В первом сезоне чемпионата СССР команда победила в групповом турнире, а в финальном матче уступила клубу «Нива» (Барышевка), в итоге стала серебряным призёром чемпионата СССР. В 1991 году «СиМ» потерял прежние объемы финансирования и снялся, не доиграв до конца чемпионата.
С 1992 года работал тренером женской молодёжной сборной России в Ассоциации женского футбола России, с 2002 года занимал такую же должность в Российском футбольном союзе.
В 2005 году привёл команду к победе в молодёжном чемпионате Европы, а в 2004 и 2006 годах молодёжная сборная выигрывала бронзовые награды. В 2004 и 2006 годах выводил команду в четвертьфинал молодёжного чемпионата мира.
Помощником Валентина Гришина в тренерском штабе был Александр Шагов.
Скончался 1 февраля 2017 года.